# جون تشارلز كينغ
جون تشارلز كينغ (بالإنجليزية: John Charles King) هو سياسي أسترالي، ولد في 10 يوليو 1817، وتوفي في 26 يناير 1870. انتخب عضو الجمعية التشريعية فيكتوريا.